# Kees Jeurissen
Kees Jeurissen (Nijmegen, 5 mei 1976) is een Nederlands voormalig professioneel wielrenner. Hij reed voor onder meer de Bankgiroloterij.

## Belangrijkste overwinningen
2001
- Ronde van Limburg

2004
- 1e etappe Triptyque Ardennaise
- 3e etappe Ronde van Namen

## Resultaten in voornaamste wedstrijden
| Jaar | Gent-Wevelgem | Amstel Gold Race |
| ---- | ------------- | ---------------- |
| 1999 | 69e           |                  |
| 2000 |               | 101e             |